# Cluzobra antennulata
Cluzobra antennulata är en tvåvingeart som beskrevs av Coher 1997. Cluzobra antennulata ingår i släktet Cluzobra och familjen svampmyggor. Inga underarter finns listade i Catalogue of Life.